# Mount Bellevue (St. Lucia)
Der Mount Bellevue (dt.: „Hügel Schönblick“) ist ein langgezogener Hügel auf der karibischen Insel St. Lucia. Der Hügel liegt an der Westküste von St. Lucia und trennt das Tal des Cul de Sac (N) vom Tal des Roseau River (S). Aufgrund seiner Lage überblickt er die Marigot Bay (Marigot Harbour) im Süden und den Ort Marigot und Roseau im Süden, sowie Grande Cul des Sac Bay mit dem Buckeye St Lucia Terminal Ltd im Norden. Im Westen führt er zum Marigot Point über der Bucht Trou Requin.
Der Hügel liegt administrativ im Gebiet von Barre St. Joseph.